# Geoffrey Henderson
Geoffrey A. Henderson (* 4. Februar 1961) ist ein Jurist aus Trinidad und Tobago und war von 2014 bis 2021 Richter am Internationalen Strafgerichtshof.

## Leben und Wirken
Henderson erwarb nach seinem Studium 1984 an der University of the West Indies am Campus Trinidad den Bachelor of Arts in Soziologie. Dem schloss er ein rechtswissenschaftliches Studium an und erwarb 1987 am Campus Barbados den Bachelor of Laws. Es folgte eine rechtliche Weiterbildung an der Sir Hugh Wooding Law School in Barbados. Ab 1990 war er als Staatsanwalt in Trinidad und Tobago tätig. 2002 wurde er Generalstaatsanwalt von Trinidad und Tobago. 2009 wechselte er als Strafrichter an den obersten Gerichtshof von Trinidad und Tobago.
Im Dezember 2013 wurde Henderson als Nachfolger des zum Präsidenten gewählten Anthony Carmona Richter am Internationalen Strafgerichtshof (IStGH). Henderson trat sein Amt am 1. Februar 2014 an. Am IStGH war er unter anderem an den Verfahren gegen Uhuru Kenyatta, Bosco Ntaganda, Laurent Gbagbo, Charles Blé Goudé und Jean-Pierre Bemba beteiligt. Seine Amtszeit endete am 10. März 2021.